# Efekt czystej ekspozycji
W psychologii efekt czystej ekspozycji (ang. mere exposure effect), nazywany również efektem samej ekspozycji to zjawisko polegające na zmianie ustosunkowania afektywnego wobec obiektu na skutek zwiększenia liczby kontaktów z nim bez konieczności świadomego rozpoznawania bodźca.
Reguła ta została odkryta w 1968 roku przez Roberta Zajonca, ale najwcześniejsze badania nad tym zagadnieniem były prowadzone już w 1876 roku przez niemieckiego badacza Gustava Fechnera. Zajonc wykazał, że badane przez niego osoby bardziej lubiły te bodźce, które prezentowano im częściej niż inne, nawet jeżeli badani nie zdawali sobie sprawy z tego, że widzieli je wcześniej. Efekt ten został wielokrotnie potwierdzony przy zastosowaniu ekspozycji podprogowej, prowokując szeroko zakrojoną dyskusję nad obustronnymi powiązaniami intelektualnego poznania i życia emocjonalnego u człowieka. 
Od czasu odkrycia efektu ekspozycji, formułując tę zasadę w literaturze psychologicznej, wielokrotnie sugerowano, że jej istotą jest właśnie zwiększenie preferencji dla często doświadczanego bodźca. Jednak przeprowadzona przez Bornsteina w 1989 roku metaanaliza badań potwierdzających taką interpretację pozwala wnioskować, że jest to błędne sformułowanie problemu, spowodowane trudnościami w dobraniu całkowicie neutralnego afektywnie materiału bodźcowego. Należy uznać, że efekt ekspozycji polega na intensyfikacji wstępnego ustosunkowania wobec bodźca. Do dziś nie opracowano powszechnie przyjętego modelu wyjaśniającego to zjawisko.